# Demangan (Bangkalan)
Demangan is een bestuurslaag in het regentschap Bangkalan van de provincie Oost-Java, Indonesië. Demangan telt 10.183 inwoners (volkstelling 2010).